# マルセ太郎
マルセ太郎（まるせ たろう、1933年12月6日 - 2001年1月22日）は、大阪府出身のパントマイム芸人、俳優、ヴォードヴィリアン、劇作家。

## 人物

### 出身
在日朝鮮人二世として大阪市生野区猪飼野（現在の生野区中川）に生まれる。本名、金原 正周（きんばら まさのり）／金均洚（キム・キュンホン、김균홍）。大阪府立高津高等学校卒業後、1954年に上京した。もともと新劇俳優志望だったが、俳優座養成所の試験に落ちる。失意とヒロポン中毒の中、映画『天井桟敷の人々』を見てパントマイムを知り、マルセル・マルソーの舞台演技に影響を受けた。マルセル・マルソーにちなんだ芸名でパントマイム芸人としての活動を始めた。
高校の同級生に関西で活躍するジャズ･ピアニストの大塚善章がいた。
弟子には、腹話術芸人で牧師のマルセまゆみ（早稲田大学政治経済学部、テアトル・エコー、プロダクション人力舎出身、大学の同期に小室哲哉、芸人としての同期に爆笑問題、ホンジャマカ、さまぁ〜ずなど）などがいる。

### 芸名
1956年、日劇ミュージックホールでデビュー。デビュー当初は「マルセル・タロー」を名乗った。フランス人の芸人と会話した際、「マルセル・マルソー」と発音しても相手に通じず、仕方なくマルソーの有名な蝶々のマイムをしてみせたところ「オー、マルセマッソー!」と感嘆したのを聞き、「マルセ太郎」と改名した。「スタミナトリオ」の名でコント活動を行った時期もある。

### 芸風

#### 猿
寄席やストリップ劇場、キャバレーの舞台などで漫談と形態模写を演じた。芸人らしからぬ眼光鋭く気難しげな顔つきと芸談好きなまじめな性格が災いしたか、長らく人気が出ず、テレビ出演もわずかだった。しかし、芸人仲間や色川武大、矢野誠一、吉川潮ら見巧者からは高い評価を受けており、とりわけ動物の形態模写芸は得意であった。なかでも猿の形態模写はあまりに描写が正確で、逆に際物扱いされるほどだった。

##### 批評
- 矢野誠一はマルセのサル芸をこう評している。

「内面的な描写からサルにせまり、本物のサルよりもはるかにサルらしく哀しげだ」
- 漫画家村上たかしは、擬人化された猿が逆にマルセの物まねをする作品を描いており、マルセの真に迫った描写に触れている。
- コント「トリオ・ザ・パンチ」で人気を博した内藤陳は、なかなか売れないマルセにこう語った。

「太郎さん、あんたの芸は『お笑いの芥川賞』だな。でもな、『直木賞』じゃなきゃなかなか売れないんだよ。」（このマルセ評を、マルセ本人は気に入っていたようである）
- ある申年の正月、いくつかのテレビ演芸番組でサル芸を演じたマルセは「俺は12年に一度しか売れないのかなぁ」とぼやいた。それを聞いた立川談志は「じゃあ干支の動物全部やりゃあいいじゃねえか」と答えたという。
- マルセを高く評価していた談志は、ある時、小さな酒場で行われたマルセの独演会にふらりと現れ、観客の前に立つと前説としてこう述べた。

「テレビでタモリ、たけしを見るのを、これ文明と申します。今夜、これから出てくるマルセ太郎を生で観るのを、文化といいます。みなさん、文化を楽しんでください。どうぞ」
芸人の傍ら、千歳烏山で夫人とともにスナック「人力車」を開業していた時期もある。店名は所属事務所「プロダクション人力舎」にちなむ。浅草の後輩にあたるビートたけしも何度か訪れたという。

#### 独自路線
1980年代には漫才ブームをよそに、独自路線での芸を展開し、一本の映画を一人で演じ語り下ろす映画再現芸「スクリーンのない映画館」を確立した。特に『泥の河』は知られている。
レパートリーはほかに『花いちもんめ』『ゴッドファーザー』『道（フェデリコ・フェリーニ監督）』『天井桟敷の人々』『息子』『椿三十郎』『ライムライト』『砂の器』や、映画以外に題材を得た『田中角栄物語』『中村秀十郎物語』『桃川燕雄物語』『ハイエナはなぜ嫌われるのか』などがある。
特異なキャラクターが買われての映画出演も多く、ことに『無能の人』（竹中直人監督）での演技は異彩を放った。
肝臓がんが明らかになっても、治療を行いながら精力的に活動を続けた。「がん」を患っていることは隠さず、「がんと共生し、しぶとく」とたびたび語っている。

##### スクリーンのない映画館
この「スクリーンのない映画館」は、苦し紛れのアドリブと偶然から誕生した。マルセが定期的に独演会を行っていた小劇場でのことである。とある夜の公演で、ネタ切れを誤摩化すため、つい先日見た映画について語り始めた。マルセは年に100本近く映画を見る、大の映画ファンである。とある新作映画（マルセと同世代の子供の頃を描いた邦画）がいかにリアリティに欠けるものかを笑いを交えて扱き下ろし、それに比べて『泥の河』（小栗康平監督）がいかにリアルであるかを、映画のシーンの再現を含めて語ったのである。

###### 永六輔との交遊
客席の後方に、独特の笑い声を上げる男性がいた。色川武大からマルセの話を聞いた永六輔である。永からは後日マルセのもとに「感激、ただ感激　六輔」とだけ書かれた絵はがきが届き、両者の交遊が始まる。永からのアドバイスをもとに「泥の河」を練り直して映画再現芸「スクリーンのない映画館」として舞台にかけることになる。「スクリーンのない映画館」の評判は口コミで広がり、渋谷ジァン・ジァンでの公演は毎回完売となった。

###### 古舘伊知郎との交遊
もう一人マルセと親交の深かった人物に、元テレビ朝日アナウンサーで現フリーアナウンサーの古舘伊知郎がいる。古舘は、マルセの舞台に一観客として応援に駆けつけるほどのファンであった。古舘のトークライブ「トーキングブルース」は、マルセから大きな影響を受けており、両者は師弟関係に近い間柄であった。1996年12月末に行われた「スクリーンのない映画館」公演では、NHK紅白歌合戦の司会を間近に控えた古館と女優の松たか子が、多忙な中ゲスト参加している。

##### 「喜劇」人
1993年頃から『花咲く家の物語』『黄昏に踊る』『春雷』『イカイノ物語』など数本の喜劇の脚本を書き、各地で上演されて「マルセ喜劇」として好評を博した。生老病死に関する一見深刻なテーマを、深く、しかもあくまでも喜劇として描くタッチは、マルセ一流の人間観察と人間愛に裏付けられたものであった。なかでも、金沢に実在した知的障害者らのグループホームを愛に溢れる喜劇として描いた『花咲く家の物語』、在日朝鮮人家族の笑いと葛藤を描いた自伝的作品『イカイノ物語』は、劇作家としてのマルセの畢生の傑作である。

##### マルセ中毒の会
「スクリーンのない映画館」が評判になってからは地方公演が増え、マルセは全国を飛び回ることになる。各地に熱狂的ファンが生まれ「マルセ中毒患者会」が結成された。

### 没後
2001年1月22日、長い間患っていた肝臓がんにより死去した。死後もマルセの遺志を継ぐ役者・スタッフらによって「マルセ喜劇」の再演は続けられている。
息子の金竜介は弁護士。娘の梨花（りか）は「吟遊話人」として活動している。

## 書籍
- 「芸人魂」 著：マルセ太郎（講談社、1991年）
- 「奇病の人」 著：マルセ太郎（講談社、1998年）
- 「マルセ太郎 記憶は弱者にあり - 喜劇・人権・日本を語る」 著：森正（明石書店、1999年）
- 「写真集　芸人・マルセ太郎」 撮影・編集：角田武、編集：武居智子（明石書店、2001年）
- 「まるまる一冊マルセ太郎」 共著：マルセ太郎、矢野誠一、山田洋次、永六輔（早川書房、2001年）

## ビデオ
- 「マルセ太郎のロードショウ／スクリーンのない映画館」（制作・発売：キメラ、各巻￥4,200）
  - VOL.1 『泥の河』（カラー、78分、VHS・ステレオHi-Fi、CHIV-11001）
  - VOL.2 『息子』（カラー、100分、VHS・ステレオHi-Fi、CHIV-11002）
  - VOL.3 『生きる』（カラー、108分、VHS・ステレオHi-Fi、CHIV-11003）
- 普通の人々 (オリジナルビデオ)